# Federico Federiconi
Federico Federiconi (Senigallia, seconda metà del XIX secolo – ...) è stato un ingegnere italiano che operò nella seconda metà del XX secolo.
Lasciò le sue opere soprattutto ad Ancona, città in cui fu per decenni capo dell'ufficio tecnico municipale; in tale veste progettò numerosi edifici e aree pubbliche che ancor oggi caratterizzano la città dorica.

## Biografia

### Formazione
Federico Federiconi nacque a Senigallia nella seconda metà del XIX secolo; suo padre Leopoldo era maestro elementare benemerito, mentre il nome di sua madre non risulta dalle fonti disponibili.
Conseguì il diploma di ingegnere civile nell'anno 1889-1890, alla Regia Scuola d'Applicazione per gli ingegneri in Bologna, con libera scelta della tesi di diploma.

### Esposizione regionale del 1905
L'ingegner Federiconi acquisì notorietà grazie al suo progetto di allestimento dell'esposizione regionale di Macerata del 1905, che fu il primo evento espositivo organizzato nelle Marche dopo l'Unità d'Italia. Federiconi elaborò il progetto insieme all'ingegner Ugo Cantalamessa. Per il suo lavoro all'esposizione di Macerata fu nominato cavaliere dell'Ordine della Corona d'Italia il 28 dicembre 1905.

### Opere anconitane

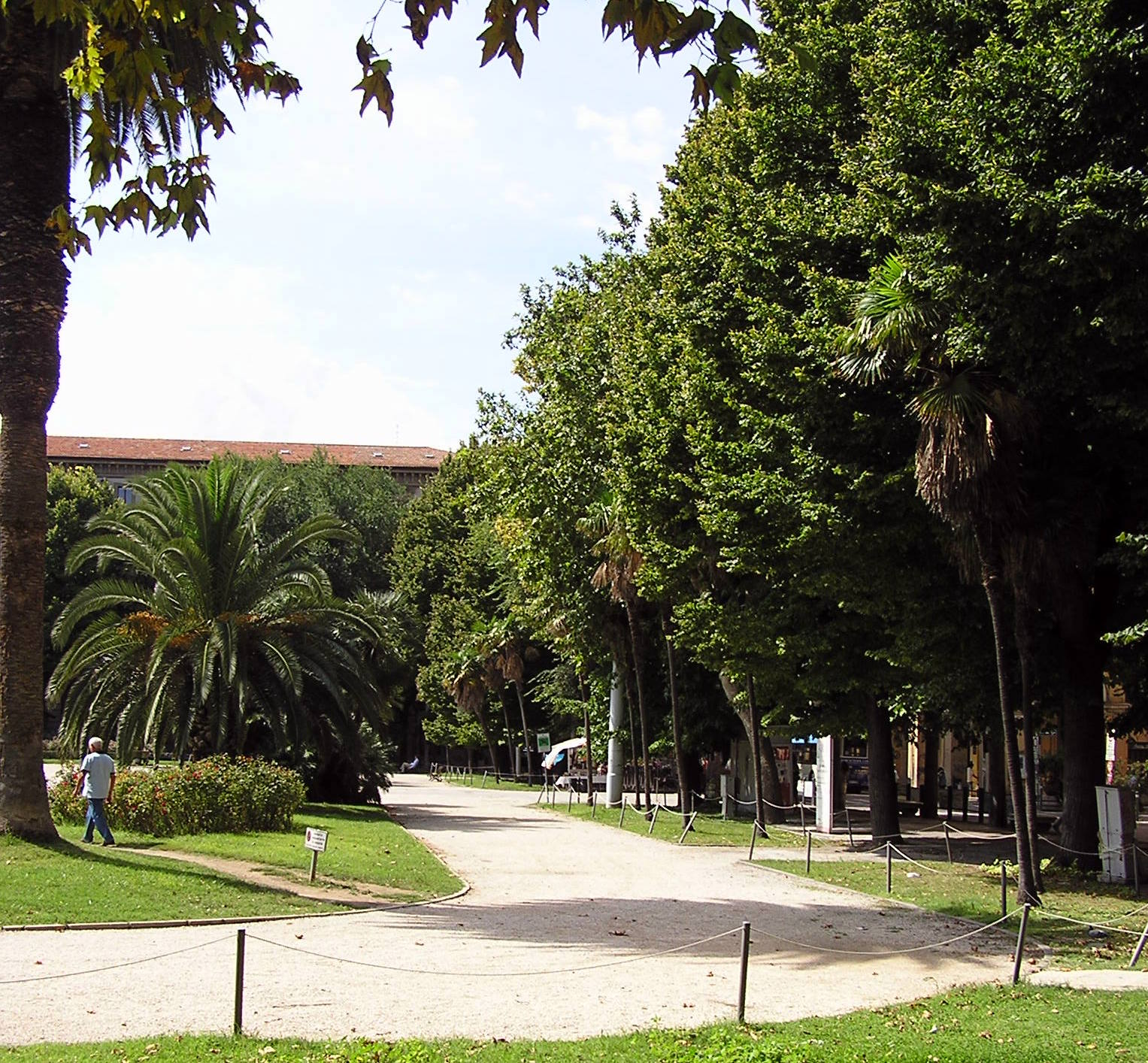
Piazza Cavour di Ancona - foto scattata prima del restauro del 2016

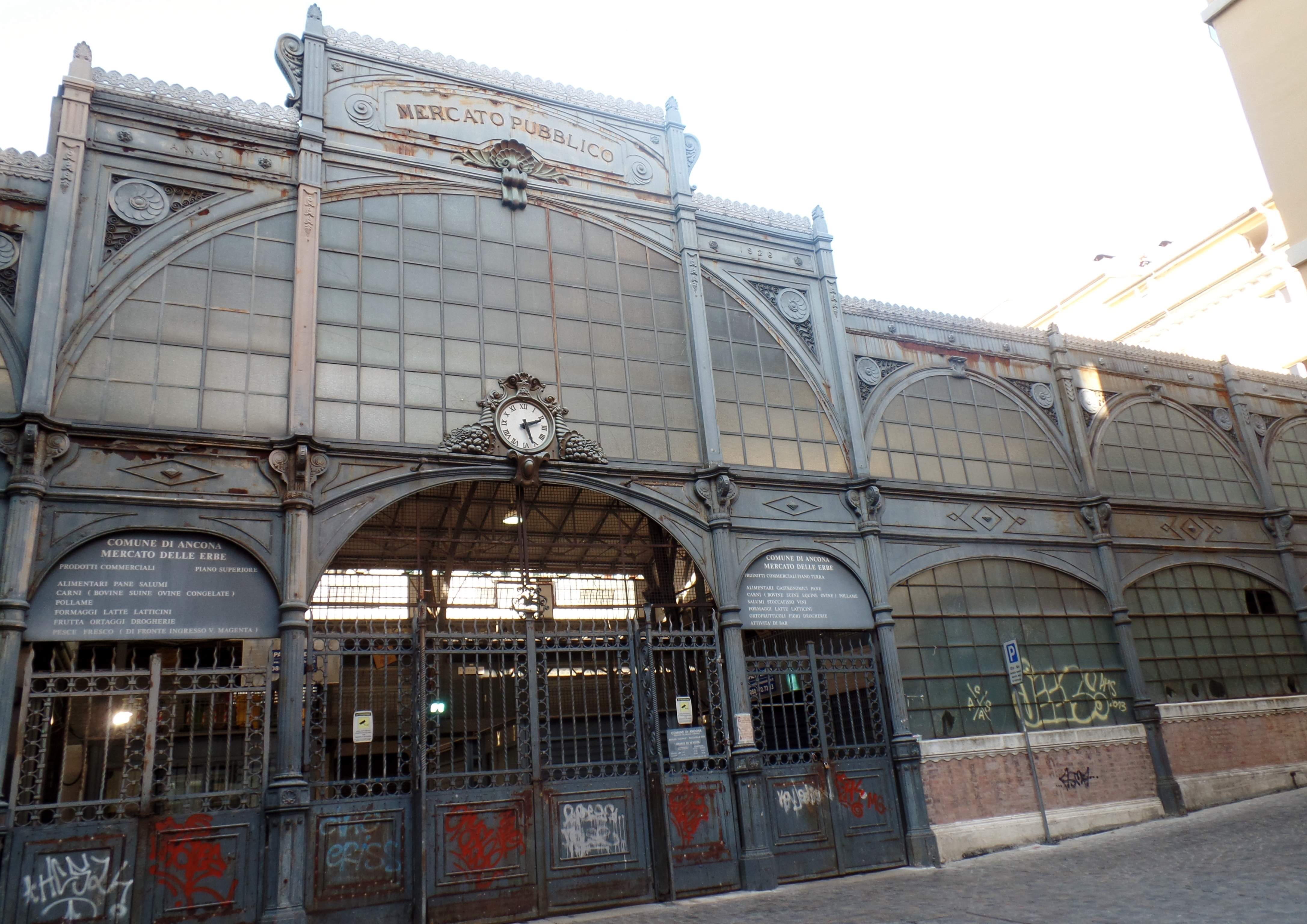
Mercato delle Erbe di Ancona - esterno

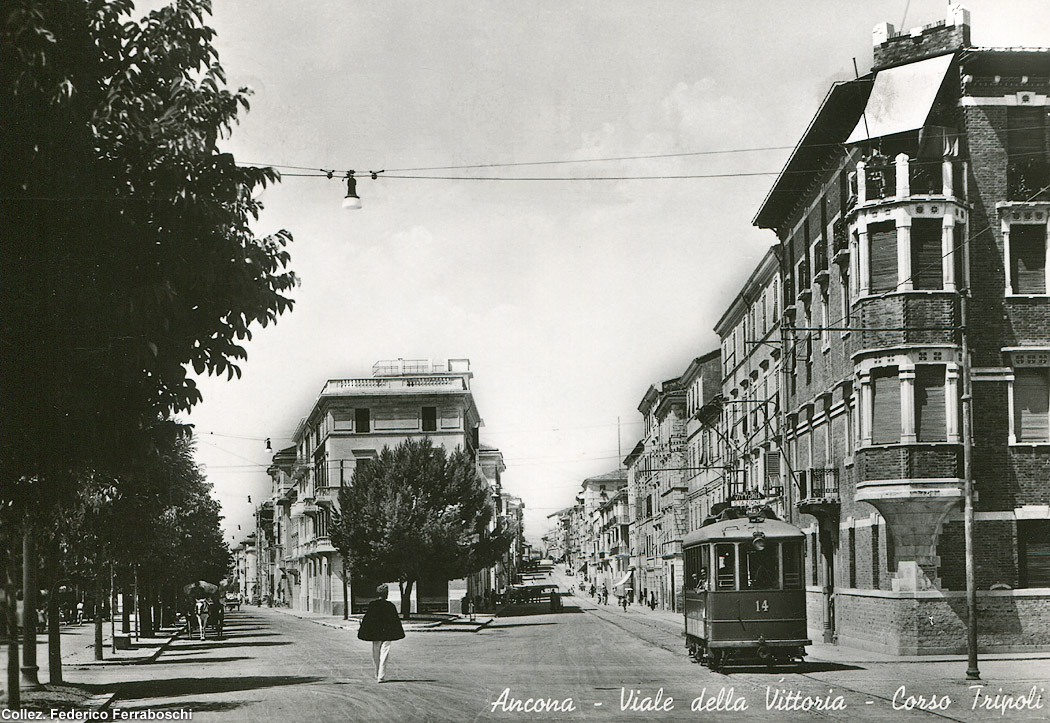
Immagine d'epoca del Rione Adriatico

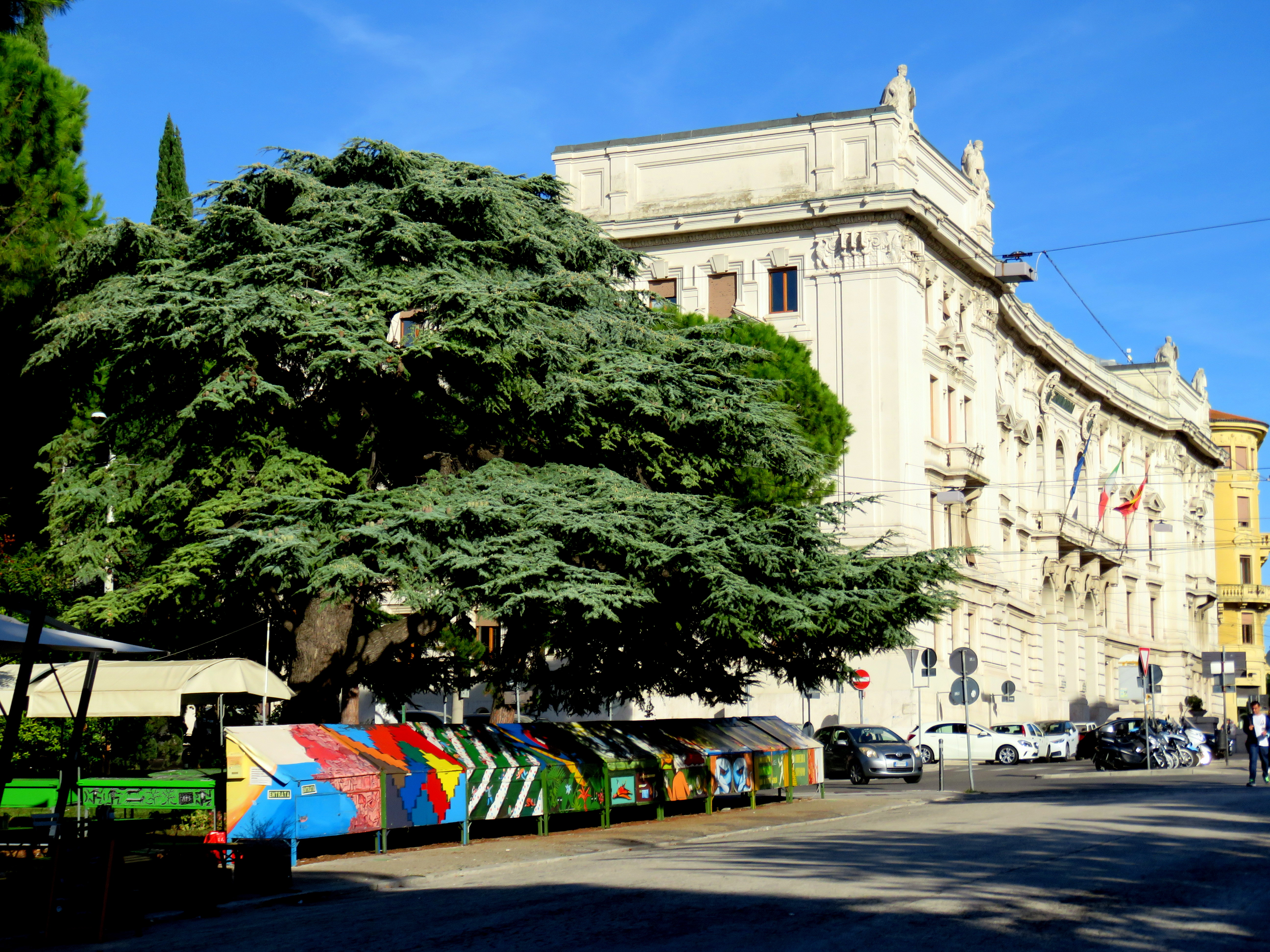
Scorcio dell'ampliamento di Piazza Cavour

Federiconi fu per decenni a capo dell'ufficio tecnico municipale e in tale veste progettò numerosi edifici e aree pubbliche che ancor oggi caratterizzano la città dorica, tra cui si citano soprattutto il piano regolatore del Rione Adriatico, il Mercato delle Erbe
Nel 1911, insieme a colleghi di tutta Italia, fu promotore dell'istituzione di un collegio degli ingegneri provinciali e comunali, al fine di promuovere la collaborazione tra i progettisti che lavoravano nelle amministrazioni pubbliche.

#### Edilizia scolastica
Federiconi progettò numerose scuole cittadine, in un periodo in cui era molto sentita l'esigenza di potenziare l'istruzione pubblica. Sono sue, ad esempio, le scuole elementari del Pinocchio e delle Grazie, entrambe del 1913. Alcune di queste scuole presentano ancora l'aspetto originario, improntato ad un sobrio eclettismo. La scuola elementare del Piano San Lazzaro, altra sua opera, è stata demolita ed altre hanno subito pesanti modifiche.

#### Sistemazione del verde di Piazza Cavour
Nel 1913 Federiconi progettò una nuova sistemazione dell'ottocentesca Piazza Cavour, che allora era ancora un grande spazio vuoto intorno alla statua centrale, circondato da un viale perimentrale a doppio filare. Guido Cirilli aveva presentato nel 1911 un progetto per la stessa piazza, proponendo tra l'altro lo spostamento della statua lateralmente; Federiconi rielaborò, con poche modifiche, il progetto di Cirilli, lasciando però la statua nella zona centrale. La piazza venne arricchita di nuovi arredi: vennero aggiunte aiuole a prato e palme, in modo da formare uno spazio centrale a forma di stella ottagonale, e sui quattro lati si aggiunse un percorso perimetrale, che si aggiunse a quello ottocentesco, più esterno; nella decisione di introdurre le palme si seguiva la tendenza all'esotismo tipica dell'epoca e appartenevano a varie specie (palme delle Canarie, palme della Cina e palme di San Pietro); il gran numero di esemplari di palme caratterizzò la piazza per decenni, sino al restauro del 2016.
Nel 1918 Federiconi ritornò a occuparsi di Piazza Cavour, progettandone l'ampliamento verso est, al fine di connetterla con il nuovo Rione Adriatico, che sarebbe sorto negli anni immediatamente seguenti. Anche in questo caso, utilizzò con poche varianti le proposte presentate nel 1911 da Guido Cirilli. Il progetto fu poi realizzato tra il 1923 e il 1925.

#### Piano regolatore del Rione Adriatico
Sempre nel 1913, Federiconi ebbe un prestigioso incarico: quello di coordinare un gruppo di professionisti che aveva il compito di redigere il progetto di edificazione del nuovo Rione Adriatico. Si trattava di rivedere un precedente progetto ("Piano di ampliamento fuori porta Cavour") del 31 ottobre 1904, opera dell'ex ingegnere capo del Comune Nestore Cinelli, in cui l'urbanizzazione era imperniata sull'odierno Corso Amendola. Federiconi, al contrario, come base da cui tracciare tutto il reticolo viario del rione mise il Viale Adriatico, ossia l'odierno Viale della Vittoria.
La nuova strada fu così descritta dal commissario prefettizio Umberto Veschi, che il 3 giugno 1913 pose ai voti la realizzazione di "un'arteria di 30 metri di larghezza che in prosecuzione di Corso Vittorio Emanuele (odierno Corso Garibaldi), ma piegando leggermente a nord, incontri via Santa Margherita (odierno Corso Amendola) in corrispondenza del Tiro a Segno Nazionale e, immedesimandosi con essa giunga sino al giardino panoramico da realizzarsi con terrazza prospiciente il mare (odierna Pineta del Passetto)". Si trattava dell'asse stradale da mare a mare che anche oggi caratterizza la città. La proposta fu approvata dal consiglio comunale il 7 giugno 1913 e con legge il 24 dicembre 1914.
L'opera sarebbe stata realizzata in venticinque anni, suddivisi in quinquenni, il primo dei quali destinato ai lavori di sterro, che iniziarono subito e terminarono prima del previsto: nel 1916, per cui si procedette subito a tracciare il viale Adriatico, terminato poi nel 1920. Il nuovo rione fu progettato da Federiconi con i criteri delle città giardino, ossia con strade alberate, parchi e una compresenza di condomini di dimensioni limitate e villini monofamiliari. Per il Viale della Vittoria, poi, tenne presente anche il modello della Rambla di Barcellona. Nel progetto si previde di dotare il nuovo rione di tutti i servizi allora all'avanguardia: elettricità, tram, acquedotto, gas, telefono. Prima dell'avvento del fascismo, il viale era già terminato ed erano già stati piantati gli alberi.

#### Allestimento della Pinacoteca
Nel 1919 si occupò del riallestimento e adeguamento architettonico della Pinacoteca comunale, all'epoca localizzata nell'ex convento di San Domenico. Nei documenti d'epoca è scritto che tali lavori furono curati da Federiconi con "intelligenza e passione viva".

#### Mercato delle Erbe
Nel 1926 progettò il Mercato delle Erbe, monumentale esempio di architettura in ghisa e vetro in stile Liberty. Furono gli operai del cantiere navale a costruire l'edificio, usando in parte il metallo delle navi austriache cedute all'Italia in risarcimento dei danni della Prima guerra mondiale e tra esse la corazzata SMS Erzherzog Franz Ferdinand, che aveva cannoneggiato Ancona il 24 maggio 1915.
Immagini del Mercato delle Erbe

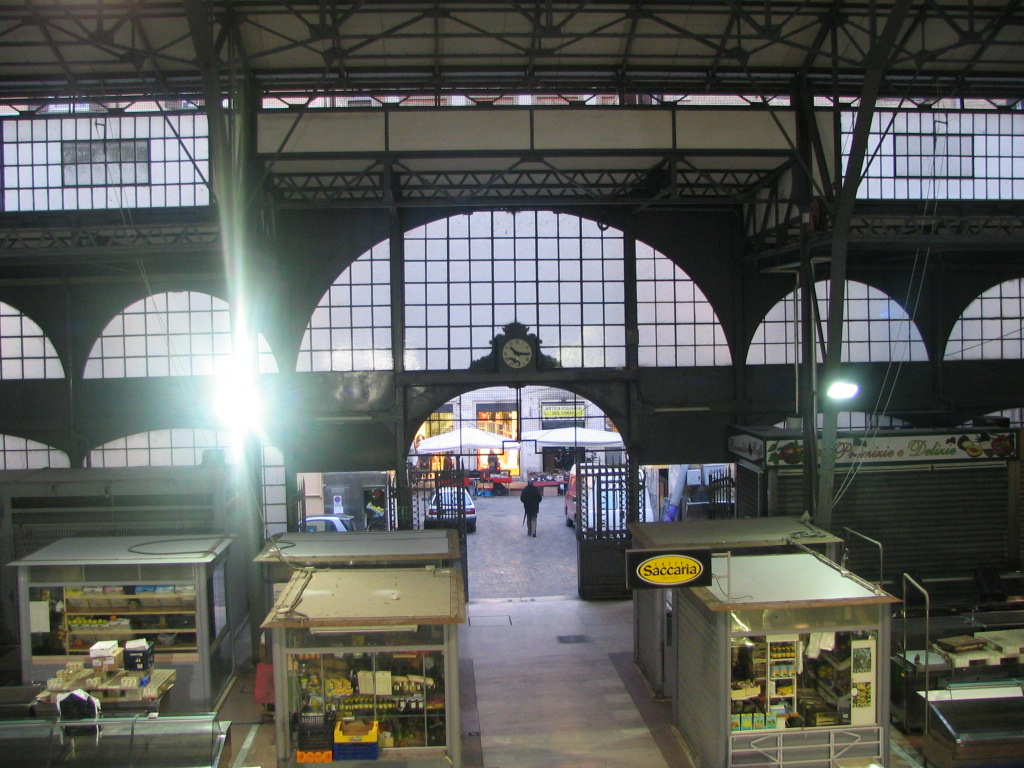
Interno
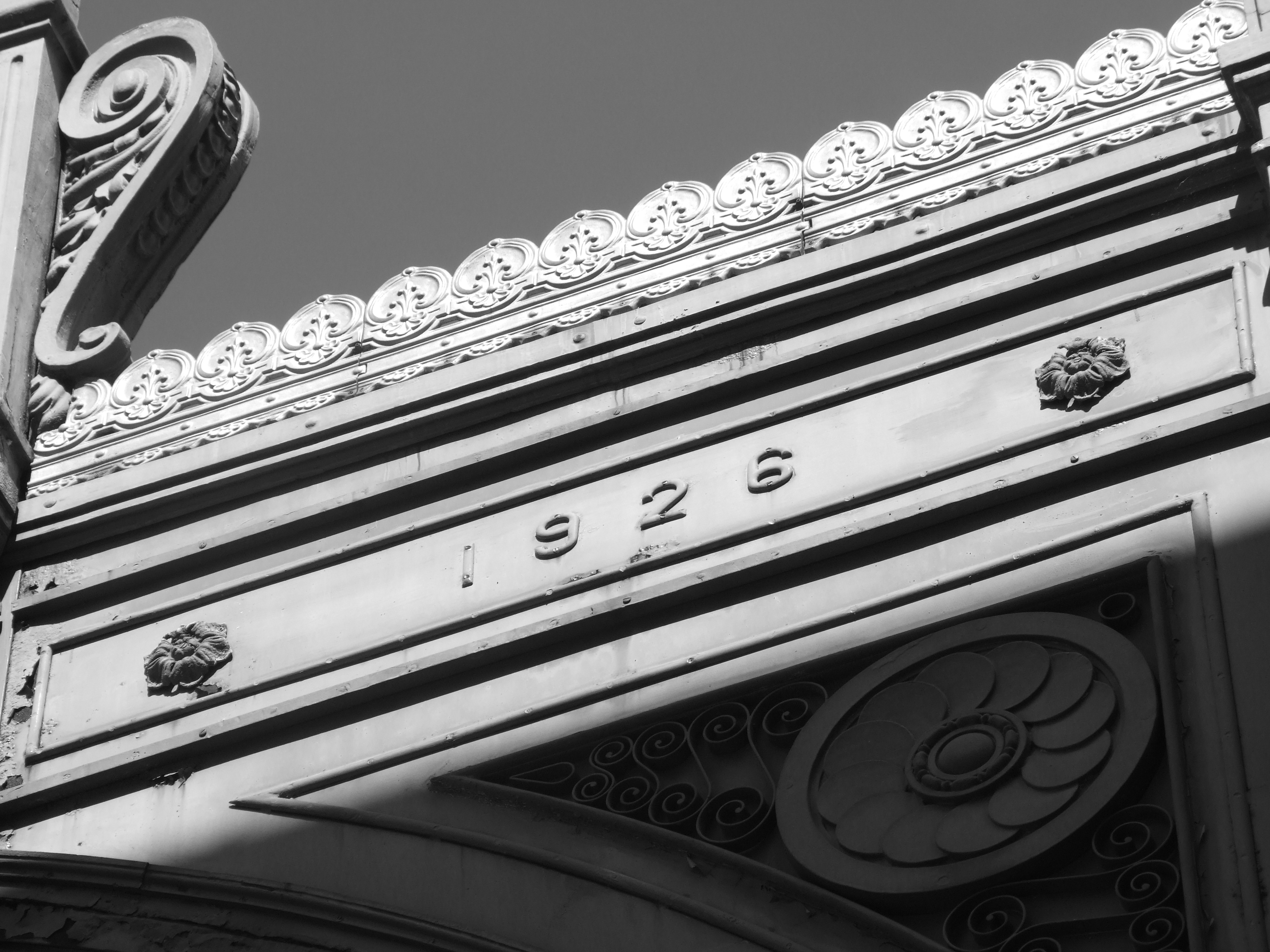
Particolare con la data di costruzione
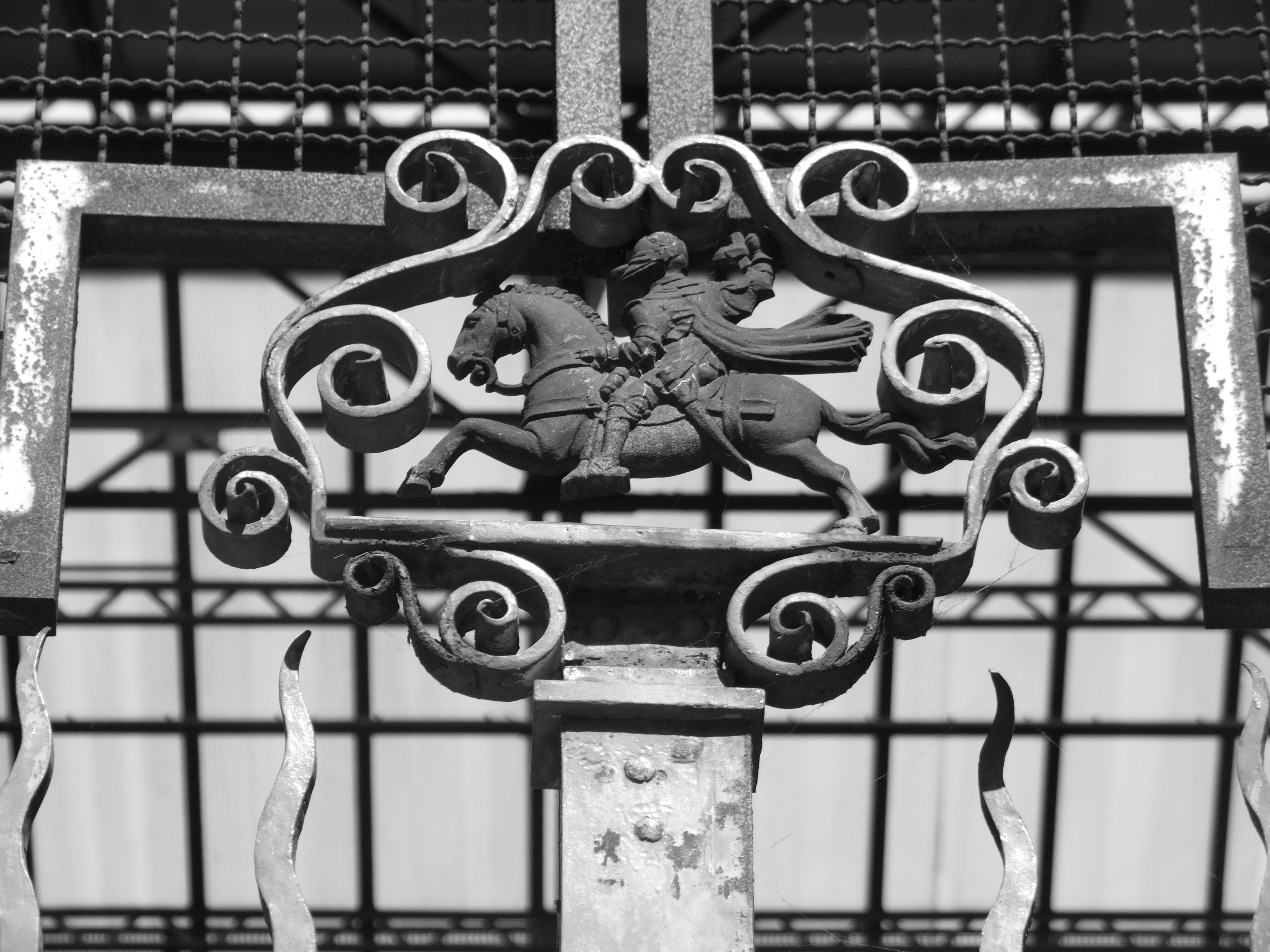
Particolare con lo stemma civico
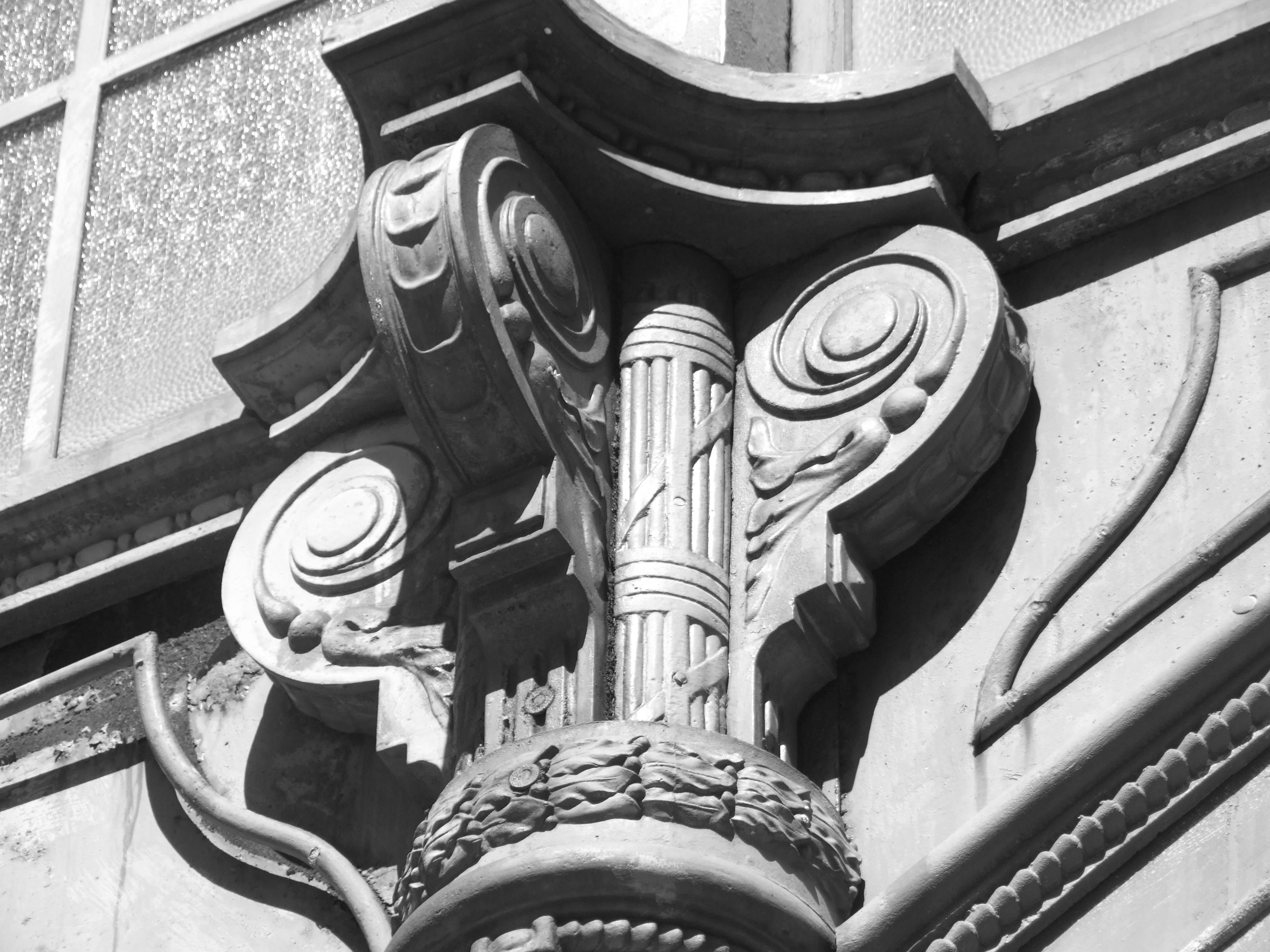
Particolare di un capitello
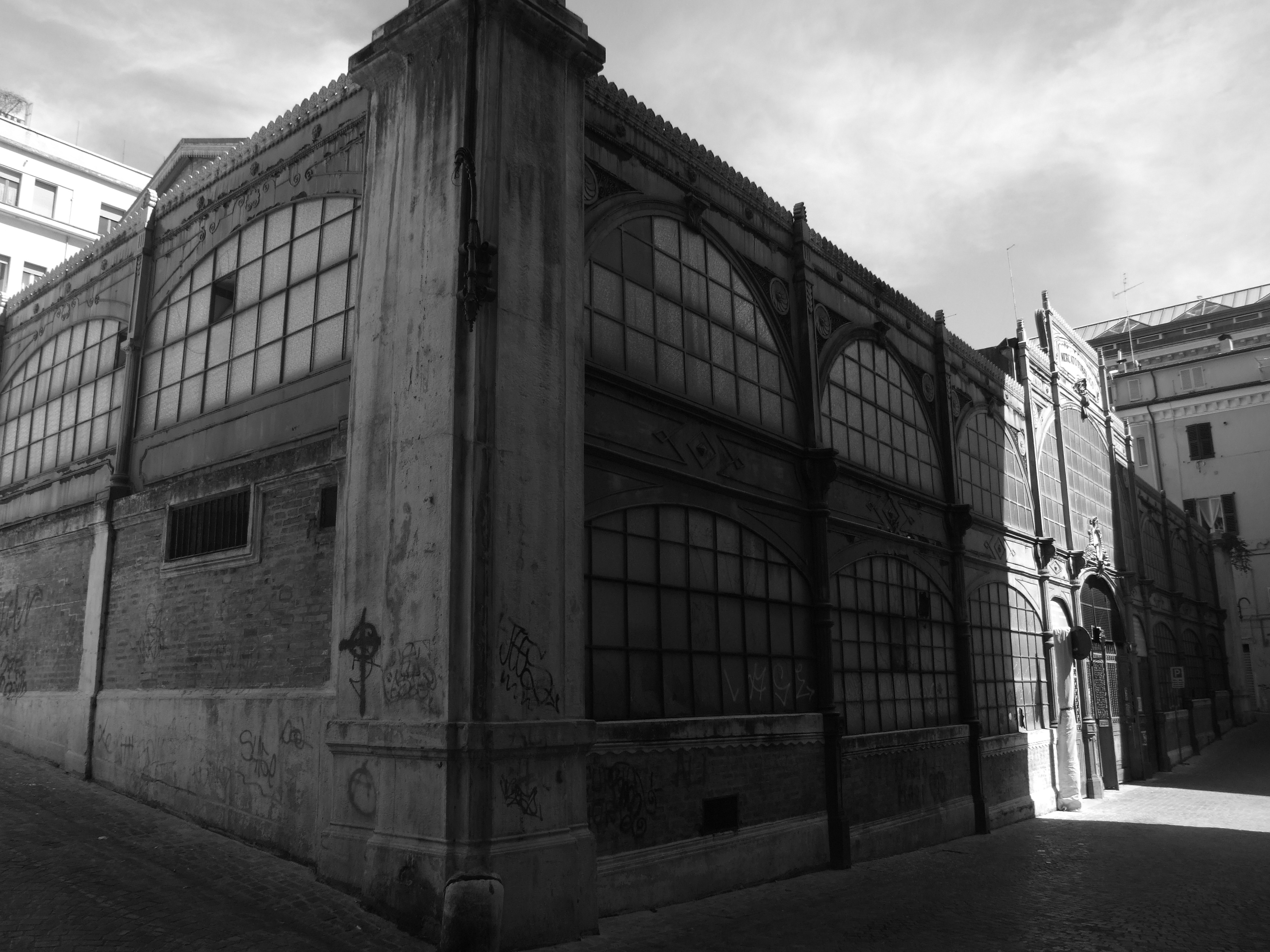
Soluzione d'angolo - a sinistra si nota la rampa che conduce esternamente al piano superiore del mercato
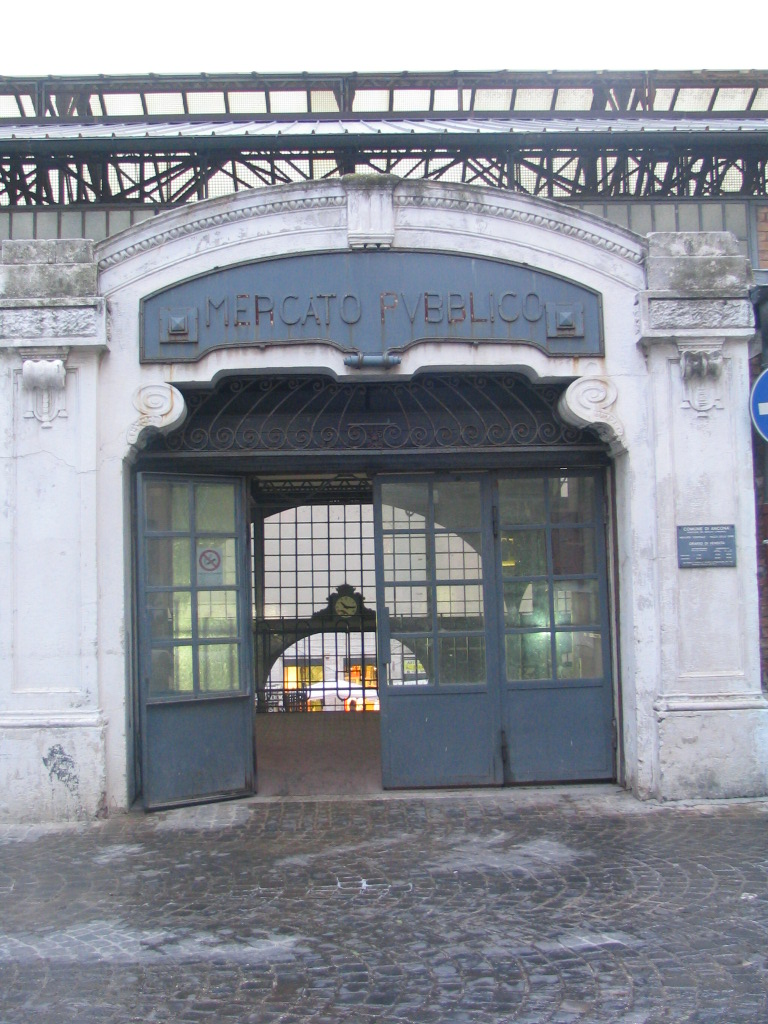
Ingresso posteriore, che si apre direttamente sul ballatoio del secondo piano

### Altri lavori
Nel 1899, appena conseguito il diploma di Ingegneria, a Città di Castello l'ingegner Federico Federiconi operò a Palazzo Bufalini, del XVI secolo, detto anche Palazzo Vecchio Bufalini, creando una facciata che richiama quella principale.

### Vita privata
Nel 1926 risulta membro temporaneo del V congresso internazionale della strada, tenutosi a Milano; dagli atti di tale convegno si apprende che abitava in Ancona, in via Marsala n. 1 e che era sposato con Clementina.